# فوسینی تانگارا
فوسینی تانگارا (انگلیسی: Fousseiny Tangara؛ زادهٔ ۱۲ ژوئن ۱۹۷۸) بازیکن فوتبال اهل مالی بود.
از باشگاه‌هایی که در آن بازی کرده است می‌توان به باشگاه فوتبال ورسای، باشگاه ورزشی آمیان، و باشگاه فوتبال لامیا ۱۹۶۴ اشاره کرد.
وی همچنین در تیم ملی فوتبال مالی بازی کرده است.